# کیوشیا
کیوشیا (انگلیسی: Kioxia) شرکت الکترونیک ژاپنی است، که در سال ۲۰۱۸ تأسیس شد.